# Yasuko Endō
Pour les articles homonymes, voir Endo.
Yasuko Endō ou Endoh (遠藤 康子, Endō Yasuko), née le 21 octobre 1968 à Tokyo, Japon, et morte dans la même ville le 29 mars 1986, est une idole japonaise des années 1980.

## Biographie
Elle débute en 1984 en tant que mannequin, puis tourne dans des publicités, avant de décrocher le rôle récurrent d'une des adversaires de l'héroïne dans la série TV Sukeban Deka I en 1985, face à Yuki Saito. 
Alors que la sortie de son premier single In the Distance est prévue pour mai 1986, elle décède le 29 mars 1986 à 17 ans en sautant du haut d'un immeuble de sept étages à Tokyo, acte impulsif à la suite d'un chagrin d'amour d'après l'enquête.
Par une sombre ironie, son suicide semble avoir inspiré celui similaire dix jours après d'une autre idole, la populaire Yukiko « Yukko » Okada, qui, très médiatisé, provoque lui-même une vague de suicides par imitation dans l'archipel, phénomène désormais appelé Yukko Syndrome, entraînant depuis une auto-censure des médias japonais sur les cas de suicides.